# Disorderlies
Disorderlies è un film commedia del 1987, che vede la partecipazione del noto gruppo rap The Fat Boys e dell'attore Ralph Bellamy.
Ha incassato più di 10 milioni di dollari al box office.

## Trama
Winslow Lowry, un cosiddetto "buono a nulla" pieno di debiti, cerca di accelerare la morte del ricco zio (al fine di entrare in possesso dell'eredità), assumendo i tre infermieri più incapaci che aveva trovato nei dintorni. Questi sono interpretati dai membri dei Fat Boys, che però sono all'oscuro del piano di Winslow, e che cercano seriamente di salvare la vita dello zio. Con le loro buffonate di buon carattere, alla fine riescono a salvare l'uomo, soprattutto dopo aver scoperto il piano del nipote e cercato di impedirlo a ogni costo.

## Colonna sonora
1. The Fat Boys – Baby, You're a Rich Man
2. Bananarama – I Heard a Rumour
3. Latin Rascals – Disorderly Conduct
4. Ca$hflow – Big Money
5. Anita – Don't Treat Me Like This
6. Bon Jovi – Edge of a Broken Heart
7. Tom Kimmel – Trying to Dance
8. Art of Noise – Roller One
9. Gwen Guthrie – Fat Off My Back
10. Laura Hunter – Work Me Down